# Noëlle Maritz
Noëlle Maritz (Newport Beach; 23 de diciembre de 1995) es una futbolista suiza que juega como defensa en el Aston Villa de la Women's Super League. Nació en Estados Unidos, se mudó a Suiza a los 10 años y posee doble nacionalidad.

## Clubes
Entre 2011-13 jugó en el FC Zürich, con el que debutó en la Champions League. 
En 2013 fue fichada por el VfL Wolfsburgo alemán, con el que ganó la Champions en 2014. Desde 2015, ha ganado todas las ediciones de la Copa de Alemania y la Bundesliga en 2013-14, 2016-17, 2017-18, 2018-19 y 2019-20.
El 10 de julio de 2020, se anunció que Maritz había sido fichada por el Arsenal.
En enero de 2024, fue contratada por el Aston Villa.

## Selección nacional
En 2015, Maritz debutó con la Selección absoluta de Suiza durante la Copa de Chipre. En 2015 disputó el Mundial de Canadá.

## Palmarés

### FC Zürich
- Nationalliga A: 2012, 2013
- Copa de Suiza: 2012, 2013

### VfL Wolfsburgo
- Bundesliga: 2013-14, 2016-17, 2017-18, 2018-19, 2019-20
- Copa de Alemania: 2015, 2016, 2017, 2018, 2019, 2020
- Liga de Campeones: 2014